# Horní Újezd (district de Přerov)
Pour les articles homonymes, voir Horní Újezd.
Horní Újezd (en allemand : Ober Aujezd ; de 1939 à 1945 : Ober Aujest) est une commune du district de Přerov, dans la région d'Olomouc, en République tchèque. Sa population s'élevait à 425 habitants en 2020.

## Géographie
Horní Újezd se trouve à 8 km au sud-ouest de Kelč, à 21 km à l'est de Přerov, à 39 km à l'est-sud-est d'Olomouc et à 247 km à l'est-sud-est de Prague.
La commune est limitée par Býškovice et Všechovice au nord, par Provodovice à l'est, par Osíčko et Loukov au sud, et par Vítonice à l'ouest.

## Histoire
La première mention écrite de la localité date de 1486.